# عبد الرحمان لحفاية
عبد الرحمان لحفاية سياسي جزائري عين عضوا في حكومة بن عبد الرحمان بمنصب وزير العمل والتشغيل والضمان الاجتماعي بتاريخ 7 جويلية 2021.